# بيل واتس
بيل واتس (بالإنجليزية: Bill Watts)‏ هو لاعب كرة قدم أمريكية أمريكي، ولد في 5 مايو 1939 في أوكلاهوما سيتي في الولايات المتحدة.

## وصلات خارجية
- بيل واتس على موقع دبليو دبليو إي (الإنجليزية)
- بيل واتس على موقع CageMatch worker (الإنجليزية)
- بيل واتس على موقع قاعدة بيانات المصارعة على الإنترنت (الإنجليزية)
- بيل واتس على موقع عالم المصارعة على الإنترنت (الإنجليزية)
- بيل واتس على موقع عالم المصارعة على الإنترنت (الإنجليزية)

- الموقع الرسمي
- بيل واتس على موقع IMDb (الإنجليزية)
- بيل واتس على موقع قاعدة بيانات الفيلم (الإنجليزية)